# أناركي

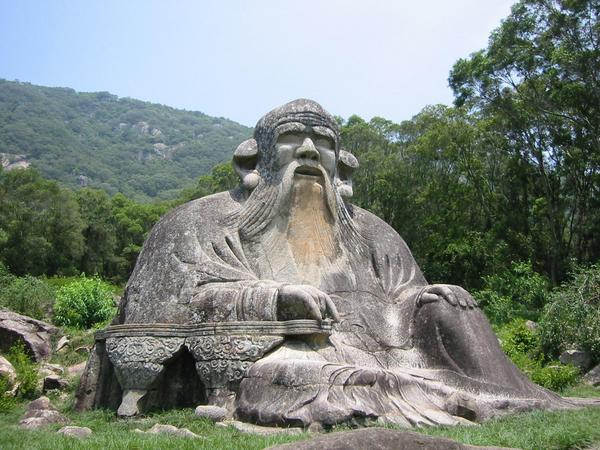
صورة أناركي

أناركي هو شرير خارق في دي سي كومكس من ابتكار آلان غرانت ونورم بريفوجل،ظهرت الشخصية لأول مرة في نوفمبر 1989.